# Cystopteris
Cystopteris is een geslacht van varens uit de familie Cystopteridaceae.
Het is een zeer divers geslacht, waarin ook binnen één soort veel variatie voorkomt, en die onderling ook nog eens veelvuldig hybridiseren.
Cystopteris-soorten zijn voornamelijk terrestrische geofyten, die overwinteren met kruipende rizomen. De bladen zijn meervoudig gedeeld. De sporenhoopjes zijn gewoonlijk rond, en aanvankelijk afgedekt met een blaasvormig dekvliesje. Ze komen over het algemeen voor op rotsige bodems.
De blaasvaren (Cystopteris fragilis) komt, zij het zeldzaam, in België en Nederland voor. Daarbuiten zijn nog enkele soorten bekend van het Verenigd Koninkrijk, Zuidwest-Europa en de Alpen.

## Naamgeving en etymologie
- Frans: Cystoptère
- Engels: Bladder ferns, fragile ferns
- Duits: Blasenfarn

De botanische naam Cystopteris is een samenstelling van Oudgrieks κύστις, kustis (blaas) en πτερίς, pteris (varen), wat slaat op de blaasvormige dekvliesjes waarmee de onrijpe sporenhoopjes bedekt zijn.

## Taxonomie
Het geslacht wordt soms ook tot de niervarenfamilie (Dryopteridaceae), de wijfjesvarenfamilie (Athyriaceae) of Woodsiaceae gerekend.
Het telt naargelang de bron 20 tot 25 soorten. Daarnaast worden nog verscheidene ondersoorten, variëteiten en hybriden erkend.

### Soorten
- Cystopteris alpina (Lam.) Desv. (1827) (Europa, Azië)
- Cystopteris bulbifera (L.) Bernh. (1806)
- Cystopteris dickieana Sim.
- Cystopteris douglasii Hook. (1846)
- Cystopteris filix-fragilis (L.) Borbás. (Europa)
- Cystopteris fragilis (L.) Bernh. (1806) (Wereldwijd)
- Cystopteris guizhouensis XY Wang & PS Wang. (1997) (China)
- Cystopteris kansuana C. Chr. (1927)
- Cystopteris laurentiana (Weath.) Blasdell. (1963)
- Cystopteris membranifolia Mickel (1972)
- Cystopteris modesta Ching. (1940)
- Cystopteris montana (Lam.) Bernh. ex Desv. (1806) (Noord-Amerika, Noord-Europa, Centraal-Azië)
- Cystopteris moupinensis Franch. (1887)
- Cystopteris pellucida (Franch.) Ching. (1934)
- Cystopteris protrusa (Weath.) Blasdell. (1963)
- Cystopteris reevesiana Lellinger (1981)
- Cystopteris sandwicensis Brackenr. (1854)
- Cystopteris sudetica  A.Braun & Milde (1855) (Oost-Europa, Noord-Azië, Nepal)
- Cystopteris tasmanica Hook. (1846) (Australië)
- Cystopteris tennesseensis Shaver (1950) (Noord-Amerika)
- Cystopteris tenuifolia Alderw. (1918)
- Cystopteris tenuis (Michx.) Desv. (1827)
- Cystopteris ulei Christ (1902)
- Cystopteris utahensis Windham & Haufler (1991) (Noord-Amerika)
- Cystopteris viridula (Desv.) Desv. (1827)

Acystopteris · Cystoathyrium · Cystopteris · Gymnocarpium (Driehoeksvaren)
C. alpina · C. bulbifera · C. dickieana · C. douglasii · C. filix-fragilis · C. fragilis (Blaasvaren) · C. guizhouensis · C. kansuana · C. laurentiana · C. membranifolia · C. modesta · C. montana · C. moupinensis · C. pellucida · C. protrusa · C. reevesiana · C. sandwicensis · C. sudetica · C. tasmanica · C. tennesseensis · C. tenuifolia · C. tenuis · C. ulei · C. utahensis · C. viridula